# L²-kohomologi
Inom matematiken är L2–kohomologi en kohomologiteori för differentierbara okompakta mångfalder M med Riemannmetrik. Den definieras på samma sätt som de Rhamkohomologi förutom att man använder kvadratiskt integrerbara differentialformer. Beteckningen av kvadratiskt integrerbar kan användas eftersom ur metriken över M uppstår en norm över differentialformer och en volymform.
L2-kohomologi studerades oberoende av Steven Zucker (1978) och Jeff Cheeger (1979). Den är nära relaterad till snittkohomologi.
Ett resultat inom L2–kohomologi är Zuckers förmodan, som säger att för en hermiteisk lokalt symmetrisk varietet är L2–kohomologin isomorfisk till snittkohomologin av dess Baily–Borelkompaktifiering (Zucker 1982). Detta bevisades på olika sätt av Looijenga (1988) och Saper och Stern (1990).